# Pitcairnia cardenasii
Pitcairnia cardenasii är en gräsväxtart som beskrevs av Lyman Bradford Smith. Pitcairnia cardenasii ingår i släktet Pitcairnia och familjen Bromeliaceae. Inga underarter finns listade i Catalogue of Life.